# Орден за храброст (СРЈ)
Орден за храброст је било одликовање Савезне Републике Југославије  и Државне заједнице Србије и Црне Горе. Орден је установљен 4. децембра 1998. године доношењем Закона о одликовањима СРЈ. Додељивао га је председник Републике, а касније председник Државне заједнице СЦГ.
Орден за храброст има један степен и додељивао се припадницима Војске Југославије и Министарства унутрашњих послова који су извршили дјела у којима је дошла до снажног изражаја њихова
лична храброст или који су се у одбрани и безбједности Савезне Републике Југославије нарочито истакли личном храброшћу. За таква дјела Орден за храброст додељује се и другим појединцима. Овај орден додељује се и појединцима који у изузетно опасним сцтуацијама, спасавајући људске животе или материјална добра, испоље изванредну личну храброст и самопрегор. Орден је установљен по угледу на Орден за храброст који се додјељивао у СФРЈ.

## Изглед ордена
Орден за храброст израђен је у облику осмокраке посребрене звијезде, пречника 60мм, чији краци имају облик завршетка сечива мачева. На звијезди је аплициран позлаћени ловоров вијенац са плодовима, пречника 40мм. У оквиру вијенца је смјештен црвено емајлирани медаљон, на коме је аплициран двоглави сребрни орао подигнутих крила. На наличју орденске звијезде налази се игла за качење ордена. Врпца је од црвене моариране свиле, ширине 36мм, са по три усправне жуте пруге са сваке
стране, свака ширине 1мм. Орден за храброст носи се на лијевој страни груди.